# Rika Fane
Rika Fane (geboren als Hana Džurbanová, * am 30. Januar 2004 in Louny) ist eine tschechische Pornodarstellerin. Ein weiteres von ihr benutztes Pseudonym ist auch Hannah Biasiol.

## Karriere
Fane wollte zunächst in ihrem Heimatland einer Gesangskarriere nachgehen, wo sie unter anderem auch das Finale eines Gesangswettbewerbs erreichte. Schließlich entschloss sie sich dazu, Pornodarstellerin zu werden. Ihre ersten Videos wurden im Februar 2022 veröffentlicht, unter anderem als Erstlingswerk 18 and Fucked in a Station Basement für das Studio fakehub.com. Danach produzierte Rika bis Ende 2022 über 60 Videos. Es wurden unter anderem Verträge für Produktionsfirmen wie Bang Bros, Mental Pass, Tushy, Sexy Hub und viele andere abgeschlossen.

## Auszeichnungen
- 2024: AVN Award als „Best New International Starlet“[3]
- 2024: AVN Award in der Kategorie „Best International Group Sex Scene“ für „Newly Engaged Swingers“ (zusammen mit Little Caprice, Stanley Johnson, Marcello Bravo)[3]

## Filmografie (Auswahl)
Laut IAFD hat Rika Fane bisher in 122 Filmen mitgewirkt. (Stand: Februar 2024)
- 2023: My Personal Sex Trainer 4
- 2023: Anal Angels 8
- 2023: Blacked Raw 68
- 2023: Natural Beauties 19
- 2023: Tushy Raw 46
- 2023: Moms Bang Teens 50
- 2023: Itty Bitty Titty Committee 6